# Adománycímer
Az adománycímer olyan címer, melyet a viselője uralkodói kiváltságként használ.
Kezdetben a címereket minden lovag, illetve város, polgár, testület stb. a saját elhatározásából szabadon vette fel és használta. Csak a 14. század elejétől fordult elő, hogy a címereket az uralkodó vagy más címertestület kiváltságként, címeres és/vagy nemesi levélben kezdte adományozni. A holt heraldika korában a címerek adományozását bürokratikus intézmények vették át, elsősorban az uralkodói udvarok kancelláriája illetve az olyan heroldi hivatalok, mint az angol Címerhivatal.
Az adománylevél a címerek, birtokok stb. adományozására szolgáló oklevél volt, melyet egy éven belül ki kellett hirdetni, miként azt Werbőczy is meghatározta: „Ha a király valakinec ioszágot ajándékozna, és az adományos az ő adomány levelét esztendeiglen nem exequáltatva…”.